# Mount Hilong-Hilong
Mount Hilong-Hilong is een berg in de provincie Agusan del Norte op het zuidelijk eiland Mindanao in de Filipijnen. De berg is gesitueerd op zo'n 20 kilometer uit de kust en is onderdeel van het noordelijkste deel van de Diwata-bergketen. Het is de hoogste berg van het provincie Agusan del Norte en tevens de gehele regio Caraga. De weelderig begroeide berg is het leefgebied van 148 verschillende vogelsoorten. Daarvan waren 36% Filipijns endemische vogelsoorten en 14% voor Mindanao endemische soorten. Enkele van deze soorten zijn de Kaneelbruine brilvogel, de Mindanaodwergooruil, de Mindanaovruchtduif, de  Basilanvliegenvanger, de Grijskaphoningzuiger, de Mindanaohoningvogel en de Mindanaobergbrilvogel. Van de laatste drie soorten zijn de daar voorkomende ondersoorten alleen waargenomen op Mount Hilong-Hilong (hoewel ze waarschijnlijk ook elders op de Diwata-bergketen voorkomen). In de talloze grotten op de berg leven vele soorten vleermuizen. 